# 众议院共和党会议
众议院共和党会议（英語：House Republican Conference）是美国众议院中一個由共和黨議員組成的美國國會党团。該黨團會主持会议，且該會議是一個向共和黨议员传达共和党資訊的重要论坛。会议每天出版一份名為《立法摘要》的政治分析报告。众议院共和党会议设有一名主席，负责指导日常运作，此外還有一名副主席和一名秘书协助主席工作。

## 領導
截至2025年1月3日：
- 邁克·約翰遜（路易斯安那州）美國眾議院議長兼任众议院共和党会议領袖
- 史蒂夫·斯卡利斯（路易斯安那州）眾議院多數黨領袖
- 湯姆·埃默（明尼蘇達州）眾議院多數黨鞭
- 麗莎·麥克萊恩（密西根州）众议院共和党会议主席
- 布雷克·摩爾（猶他州）众议院共和党会议副主席
- 艾琳·霍钦（印第安納州）眾議院共和黨會議秘書
- 凱文·赫恩（奧克拉荷馬州）眾議院共和黨政策委員會主席
- 理查·休德森（北卡羅來納州）全國共和黨國會委員會主席
- 蓋伊·瑞森紹爾（宾夕法尼亚州）眾議院共和黨首席副黨鞭